# 陳象渭
陳象渭（?—?），字遇亭，江西高安人，清朝政治人物。
乾隆三十四年，登進士。乾隆四十六年（1781年）至乾隆五十二年（1787年），擔任利川知县。